# Geniji brez hlač
Geniji brez hlač je eden izmed treh romanov o Preglovih "genijih". 
Do izdaje tretjega romana pa je preteklo kar nekaj časa. Geniji brez hlač so prvič izšli leta 2009, že takoj naslednje leto je izšla druga izdaja. Slovenski sedmošolci so jo dobili kot darilo v okviru projekta Rastem s knjigo.

## Vsebina
V središče najstniškega romana je postavljeno vsakdanje življenje dijakov srednjih šol, izražen predvsem v medsebojnih odnosih, odnosih do družine ter nenazadnje tudi problemov lastnega odraščanja. Geniji (Biba, Špela, Pika, Kocka, Bob, Genij, Pesnik, Razmeš, Žan, Miha, Pipi, Bajsi in Armani) so mladostniki, dijaki, ki jim ni vseeno kaj se dogaja in želijo spremeniti svet. Spremeniti ga želijo s šolskim časopisom (spletnim), v katerem razkrivajo tegobe, probleme in izkušnje s katerimi se srečujejo mladi in ostali svet. Razkrivajo nasilje med mladimi, izkušnje z mamili in ljubezenske zaplete, dotaknejo pa se tudi aktualnih političnih dogodkov. Svojega novinarskega poslanstva se lotijo resno, brez dlake na jeziku in nekoliko zaletavo. Zaradi svoje zagnanosti pa večkrat zabredejo v težave. 
Med glavnimi junaki se spletajo zavezništva in ustvarjajo trenja; srečajo se s prvo ljubeznijo in seksom.

## Izdaje
- Prva izdaja iz leta 2009 (COBISS)
- Druga izdaja iz leta 2010 (COBISS)